# 10040 Ghillar
10040 Ghillar è un asteroide della fascia principale. Scoperto nel 1984, presenta un'orbita caratterizzata da un semiasse maggiore pari a 2,2050862 au e da un'eccentricità di 0,1784115, inclinata di 3,26680° rispetto all'eclittica.